# Gélio Máximo
Gélio Máximo (em latim: Gellius Maximus) foi um usurpador romano contra o imperador Heliogábalo.

## História
Gélio era filho de um médico senador romano. Ele serviu como oficial na legião IV Scythica na Síria e tentou se aproveitar dos tumultos do reinado de Heliogábalo para se autoproclamar imperador. Sua revolta foi rapidamente sufocada e ele terminou sendo executado.